# Supercopa da França de 2020
A Supercopa da França de 2020, ou Trophée des Champions 2020, foi a 25ª edição do torneio, disputada em partida única entre o campeão da Ligue 1 de 2019–20 (Paris Saint-Germain) e o vice-campeão da Ligue 1 de 2019–20 (Olympique de Marseille). O jogo foi disputado no Stade Bollaert-Delelis, em Lens.  

## Participantes
| Equipe                 | Classificação                      |
| ---------------------- | ---------------------------------- |
| Paris Saint-Germain    | Campeão da Ligue 1 de 2019–20      |
| Olympique de Marseille | Vice-campeão da Ligue 1 de 2019–20 |

## Partida
| 13 de janeiro de 2021 | Paris Saint-Germain           | 2 – 1 | Olympique de Marseille | Stade Bollaert-Delelis, Lens |
| 17:00                 | Icardi 39' · Neymar 85' (pen) |       | 89' Payet              | Árbitro: FRA Benoît Bastien  |

| PSG | Olympique de Marseille |

## Campeão
| Supercopa da França de 2020    |
| ------------------------------ |
| Paris Saint-Germain 10° titulo |